# Vittorino di Amiterno
Vittorino di Amiterno (Amiternum, ... – Aquae Cutiliae, 96) è stato un vescovo romano, venerato come santo.

## Biografia
Nato nel I secolo e proveniente dalla città sabina di Amiternum (nei pressi dell'attuale città dell'Aquila), Vittorino qui fondò la comunità cristiana cittadina, diventando il primo vescovo di Amiternum. 
Nel 96 fu martirizzato nei pressi di Aquae Cutiliae, sulla via Salaria, nella piana che oggi prende il suo nome (Piana di San Vittorino); secondo la leggenda, Vittorino fu legato e lasciato sospeso a testa in giù su di una sorgente di acqua sulfurea morendo avvelenato tre giorni dopo.
Il suo corpo, inizialmente seppellito in una piccola cripta posta dove oggi sorge la chiesa di San Vittorino nei pressi di Cittaducale, fu poi trasferito in territorio amiternino, nella località che attualmente si chiama appunto San Vittorino.

La cripta in cui riposava il santo venne ampliata tra il IV e il VII secolo e, successivamente, al di sopra di essa fu edificata la chiesa di San Michele Arcangelo.

## Culto
Delle prime tracce di venerazione risalgono al V secolo ad Amiternum, da cui il culto si diffuse in Italia centrale. Nel X secolo le sue reliquie vennero esposte anche nell'abbazia di San Vincenzo a Metz.
Contraddittorie le notizie sulla data della commemorazione; oltre al 24 luglio indicato nel Martirologio geronimiano, in quello Romano veniva erroneamente venerato il 5 settembre, confondendolo con un santo omonimo; nell'ultima edizione del Martirologio Romano del 2004, la data è stata riportata a quella tradizionale del 24 luglio.